# Tammy Webb-Liley
Tammy June Webb-Liley (Long Beach, 6 de março de 1965) é uma ex-jogadora de voleibol dos Estados Unidos que competiu nos Jogos Olímpicos de 1988, 1992 e 1996.
Tammy fez a sua primeira aparição em Olimpíadas nos jogos de 1988, participando de cinco jogos e terminando na sétima posição com o time americano na competição olímpica. Em 1992, ela fez parte da equipe americana que conquistou a medalha de bronze no torneio olímpico, no qual atuou em seis partidas. Quatro anos depois, ela jogou em oito confrontos e finalizou na sétima colocação com o conjunto americano no campeonato olímpico de 1996.